# IDENT1
IDENT1 è il database centrale nazionale della Gran Bretagna che raccoglie, ricerca e compara le informazioni biometriche di coloro che sono imprigionati dalla polizia dopo un arresto .  Le informazioni contenute comprendono le impronte digitali, impronte del palmo della mano e altri tipi di impronte lasciate sui luoghi del crimine.
Il database contiene circa 7,1 milioni di impronte digitali e compie annualmente circa 78.500 raffronti.
IDENT1 è stato realizzato da una società americana la "Northrop Grumman" 